# Ibbi-Sin

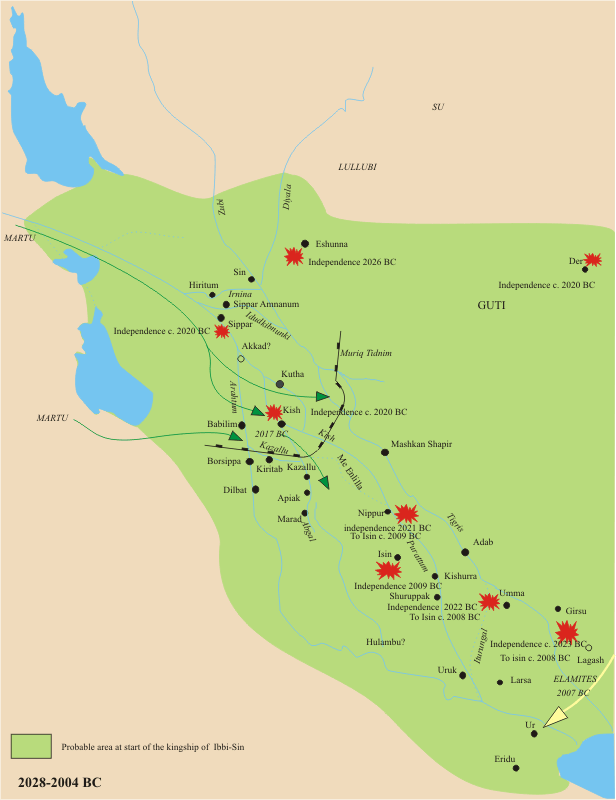
Ibbisin

Ibbi-Sin va ser rei d'Ur del 2028 aC al 2003 aC. Era el fill i successor de Xu-Sin. Ibbi-Sin va ser coronat successivament a Ur, la capital, a Uruk, la segona capital i residència de les reines, i a Nippur, la capital religiosa. Amb ell es va acabar la Tercera dinastia d'Ur.
Una filla seva es va casar amb l'ensi de Zabšali, un lloc no identificat, potser a l'Elam. A partir del seu tercer any de regnat, es van perdre les comunicacions amb Eshnunna; l'any següent amb Susa; als anys 5 i 7 desapareixen dels arxius les comunicacions de Lagaix, Umma i Nippur. D'una carta enviada pel shagin de Mari, Ishiberra, se sap que els amorrites havien traspassat la muralla dels martu i s'apoderaven d'una fortalesa darrera l'altra.
Aquest Ishiberra es va fer nomenar pel rei governador suprem d'Isin, suposadament per defensar el territori i subministrar el blat, emmagatzemat a Isin, a tot Sumer, ja que la zona sud de Babilònia estava amenaçada per la fam. Llavors, va demanar sis-cents vaixells per portar el blat, però com que el rei no va poder acomplir aquesta petició, Ishiberra es va declarar independent. Alguns ensi subordinats d'Ur es van sotmetre o aliar amb Ishiberra (per exemple, consta el pacte amb Ishiberra de l'ensi de Kazallu Puzurnumushda). Elam (Susa) i Assur van quedar fora del control tant d'Isin com d'Ur. La conquesta de Nippur per Ishiberra, ciutat que pel seu caràcter religiós tenia molt de simbolisme, va ser un punt d'inflexió, i des de llavors Ishiberra es va anomenar protegit del déu Enlil, cosa que li dispensava la legitimitat monàrquica.
Ibbi-Sin, que va seguir encara com a rei d'una part del territori durant tretze o catorze anys més, no va ser enderrocat per Ishiberra sinó pel rei Kindattu d'Elam. Aquest regne, ajudat per les gents de Su o Sua (pobles establerts a les muntanyes de Zagros, va ocupar Ur, i la va destruir, i també tots els seus santuaris i temples. Es conserva un antic poema, la Lamentació per Sumer i Ur, que en onze llargues estrofes plora la destrucció de la ciutat, que es produeix perquè els déus l'han abandonada i el déu suprem, Enlil, fa que l'assemblea dels déus accepti la caiguda d'Ur. Ibbi-Sin va ser fet presoner i portat a Elam i una guarnició elamita es va establir a Ur. No se sap la sort del rei.